# 拉鲁湿地国家级自然保护区
拉鲁湿地国家级自然保护区，位于西藏自治区拉萨市北部，是在拉鲁湿地建立的国家级自然保护区。

## 简介
拉鲁湿地国家自然保护区平均海拔3645米，总面积6.2平方公里，为典型的青藏高原湿地，属芦苇泥炭沼泽。此地气候湿润，水草丰美，每年都会吸引大量赤麻鸭、黄鸭、西藏毛腿沙鸡、棕头鸥、斑头雁、百灵、戴胜、云雀等野生鸟类，还有少量国家一级保护动物黑颈鹤。拉鲁湿地是世界上海拔最高、面积最大的城市天然湿地，也是中国唯一一处城市内陆天然湿地。
夺底沟和娘热沟的水流汇流而成的季节性河流流沙河，每年5月至10月为有水期。流沙河自夺底沟经娘热沟到达拉鲁湿地北角。
1995年，西藏自治区人民政府全面启动了拉鲁湿地保护工程。1999年5月25日，西藏自治区人民政府正式批准将拉鲁湿地建为西藏自治区级自然保护区。2000年，拉萨市人民政府颁布《拉萨拉鲁湿地自然保护区管理办法》，并且编制了《拉鲁湿地自然保护区总体规划》，成立拉鲁湿地保护区管理站。
2005年7月23日，中华人民共和国国务院批准新建拉鲁湿地国家级自然保护区。2008年，中共拉萨市委、拉萨市人民政府将拉鲁湿地国家级自然保护区管理站升格为拉鲁湿地国家级自然保护区管理局。
2017年，西藏自治区对拉鲁湿地环境进行整改，推动历史遗留问题解决。一是由拉萨市自筹资金5044.5万元人民币，整体搬迁了拉鲁湿地保护区内的12户居民，并为搬迁群众提供了公益性岗位等就业机会。二是稳慎整改哲蚌寺租赁仓库，动员哲蚌寺主动拆除了该该仓库，并且根据土地使用规划，在该宗土地改种果树等经济林木，以增加哲蚌寺收入。三是逐步开展生态恢复，对搬迁居民所遗留的房屋、废弃采砂场及砂石料堆放场加以清理和平整，将2.7万平方米土地纳入拉萨市北环线整体绿化范围。四是防治水体污染，落实“河长制”，制定了流沙河、南干渠、北干渠、中干渠治理方案，逐步实施湿地周边截污工程。五是全面禁止湿地放牧。由拉萨市城关区人民政府以略高于市场的价格，收购了周边5000多头牲畜，并颁布禁牧令禁止周边村民牲畜进入拉鲁湿地。